# Lerbäcks bergslag

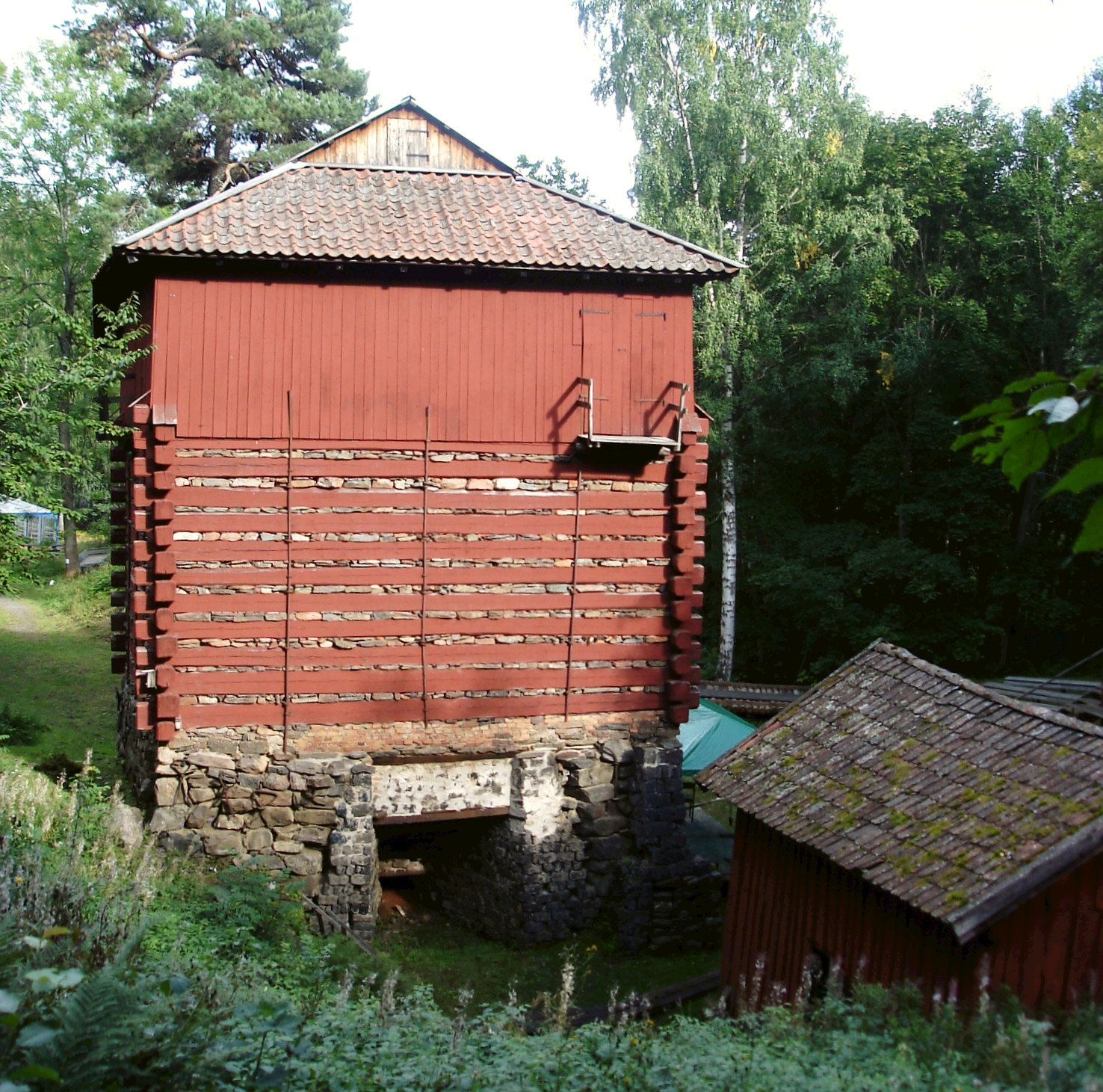
Trehörnings masugn

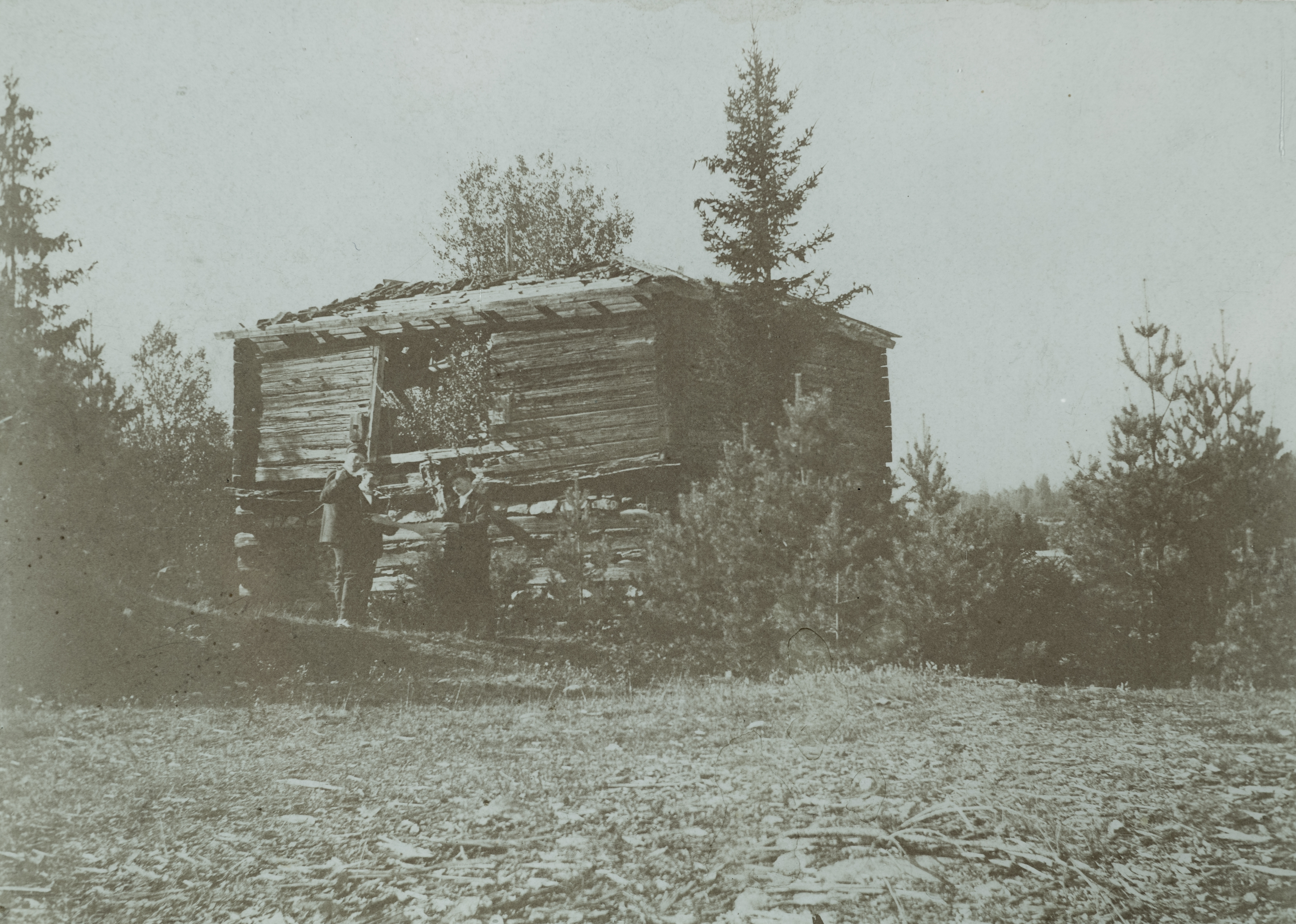
Norra Svaldre masugn från 1801. Foto taget 1904

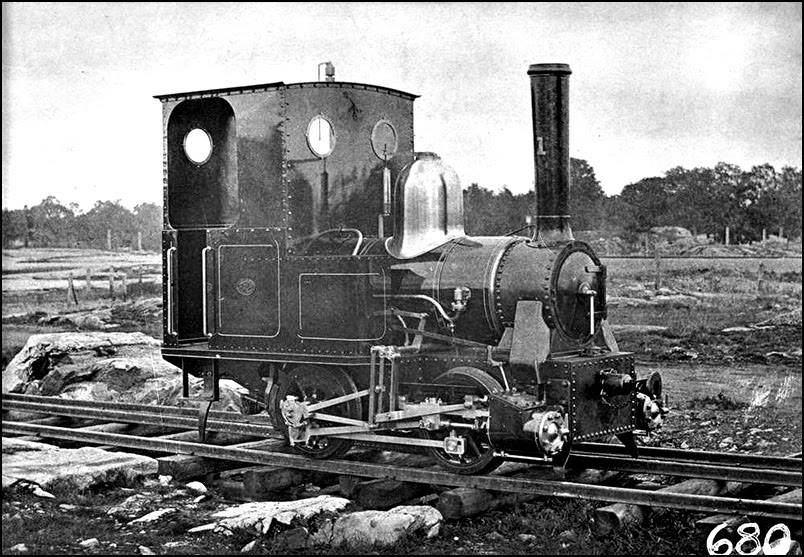
Loket Kårberg från 1881, tillverkat av Nydqvist & Holm i Trollhättan, i trafik på smalspårsbanan med 891 mm spårvidd mellan Skyllbergs bruk och Lerbäck

Lerbäcks bergslag var en bergslag i södra Närke vid gränsen mot Östergötland. Det var ett av tio bergslag i Örebro län. Vid Mariedamm finns Trehörnings masugn, en av Sveriges få bevarade mulltimmerhyttor.
Lerbäcks bergslag bestod av Lerbäcks socken och vissa omkringliggande områden, framför allt i Sundbo härad.  

## Anläggningar i Lerbäcks bergslag i urval
- Mariedamm, med den närbelägna järngruvan Wilhelmsgruvan
- Skyllbergs bruk
- Vena koboltgruvor
- Norra Svaldre masugn
- Emme hytta, anlagd före 1456, en ny 1633, nedlagd 1838[1]
- Sandbackens kopparhytta vid Gårdsjö, uppförd 1809 som provhytta för smältning av kopparmalm från Venafältet, troligen nedlagd  på 1820-talet[2]
- Trehörnings masugn, tillhörande Godegårds bruk i Östergötlands län
- Dammens masugn, uppförd omkring 1650 av bönderna i Björnfall, riven 1872 i samband med byggande av järnvägen Hallsberg-Motala-Mjölby[3][4]
- Isåsens hytta, uppförd troligen i början av 1800-talet[5]